# Kārlis Lasmanis
Kārlis Lasmanis (Ventspils, 8 de abril de 1994) é um jogador letão de basquete profissional.
Ele conquistou a medalha de ouro nos Jogos Olímpicos de Verão de 2020 na disputa 3x3 masculino com a equipe da Letônia, ao lado de Agnis Čavars, Edgars Krūmiņš e Nauris Miezis.